# Ethan Nwaneri
Ethan Chidiebere Nwaneri, född 21 mars 2007 i Enfield, England, är en engelsk fotbollsspelare som spelar yttermittfältare för Arsenal i engelska Premier League. Han är uppmärksammad för sina distansskott, dribblingar och sin kreativitet och räknas bland de bästa tonåriga spelarna i världen.

## Ungdomstiden
Nwaneri är född i Enfield Town i norra London, började spela fotboll som 8-åring och antogs snart till Arsenals akademi Hale End. Han avancerade snabbt i ungdomslagen, och spelade redan som 14-åring med U18-laget. Nwaneri började säsongen 2022/2023 i U18-laget, men flyttades snart upp till U21, och fick i september träna med seniorlaget. När han den 18 september 2022 debuterade i seniorlaget – bara 15 år och 181 dagar gammal – mot Brentford var han den yngste någonsin som spelat i Premier League.

## Arsenal
I juni 2023 tackade han ja till ett stipendium, som inkluderade löfte om ett professionellt kontrakt i och med sin 17-årsdag, 21 mars 2024. Säsongen 2023/2024 fanns han ofta med som avbytare vid seniorlagets matcher och gjorde enstaka inhopp. Den 25 september 2024 gjorde han sina två första mål i A-lagströjan, när Arsenal besegrade Bolton med 5–1 i Ligacupens tredje omgång. Det första Premier League-målet kom 23 november, sedan han blivit inbytt i 82:a minuten i 3–0-segern mot Nottingham. Den 29 januari 2025 gjorde han sitt första mål i Champions League, vilket säkrade Arsenals 2–1-seger mot Girona. Fyra dagar senare, den 2 februari 2025, gjorde han det sista målet i 5–1-segern mot Manchester City i Premier League.

## Internationellt
Ethan Nwaneri är genom sina föräldrar berättigad att representera Nigeria, men valde tidigt att spela för engelska landslag.
Den 2 november 2023 kallades han till det engelska U17-lag som deltog i U17-EM i Ungern, och gjorde segermålet när England i öppningsmatchen slog Kroatien med 1–0. Han spelade också i de andra matcherna, mot Iran och Brasilien. Den 20 maj 2024 togs han ut för England till U17-EM på Cypern, och även här öppningsmålet, nu i 4–0-segern mot Frankrike. Han gjorde också mål i gruppspelsmatchen mot Spanien (3–1) och i kvartsfinalförlusten mot Italien (1–1, 4–5 efter straffar). Den 24 mars 2025, tre dagar efter att han fyllt 18 år, spalade han för första gången från start i Englands U21-lag, och gjorde också mål i 4–2-segern mot Portugal.

## Meriter

### Arsenal U21
- FA Youth Cup (finalförlust): 2022/2023[15]

### England U21
- U21-Europamästerskapet i fotboll: 2025 [16][17]